# Tonnoidea
Super-famille
La super-famille des Tonnoidea regroupe des mollusques gastéropodes de l'ordre des Littorinimorpha, apparentés aux tonnes. 
Ce groupe a été créé par Hans Heinrich Suter (1841-1918) en 1913.
La plupart des espèces sont des prédateurs carnivores d'invertébrés benthiques (notamment des échinodermes). 

## Liste des familles
Selon World Register of Marine Species (8 septembre 2014) :
- famille Bursidae Thiele, 1925 -- 7 genres
- famille Cassidae Latreille, 1825 -- 13 genres
- famille Charoniidae Powell, 1933 -- 1 genre
- famille Cymatiidae Iredale, 1913 -- 8 genres (+1 fossile)
- famille Laubierinidae Warén & Bouchet, 1990 -- 2 genres
- famille Personidae Gray, 1854 -- 4 genres (+1 fossile)
- famille Ranellidae Gray, 1854 -- 22 genres
- famille Thalassocyonidae F. Riedel, 1995 -- 2 genres
- famille Tonnidae Suter, 1913 (1825) -- 3 genres

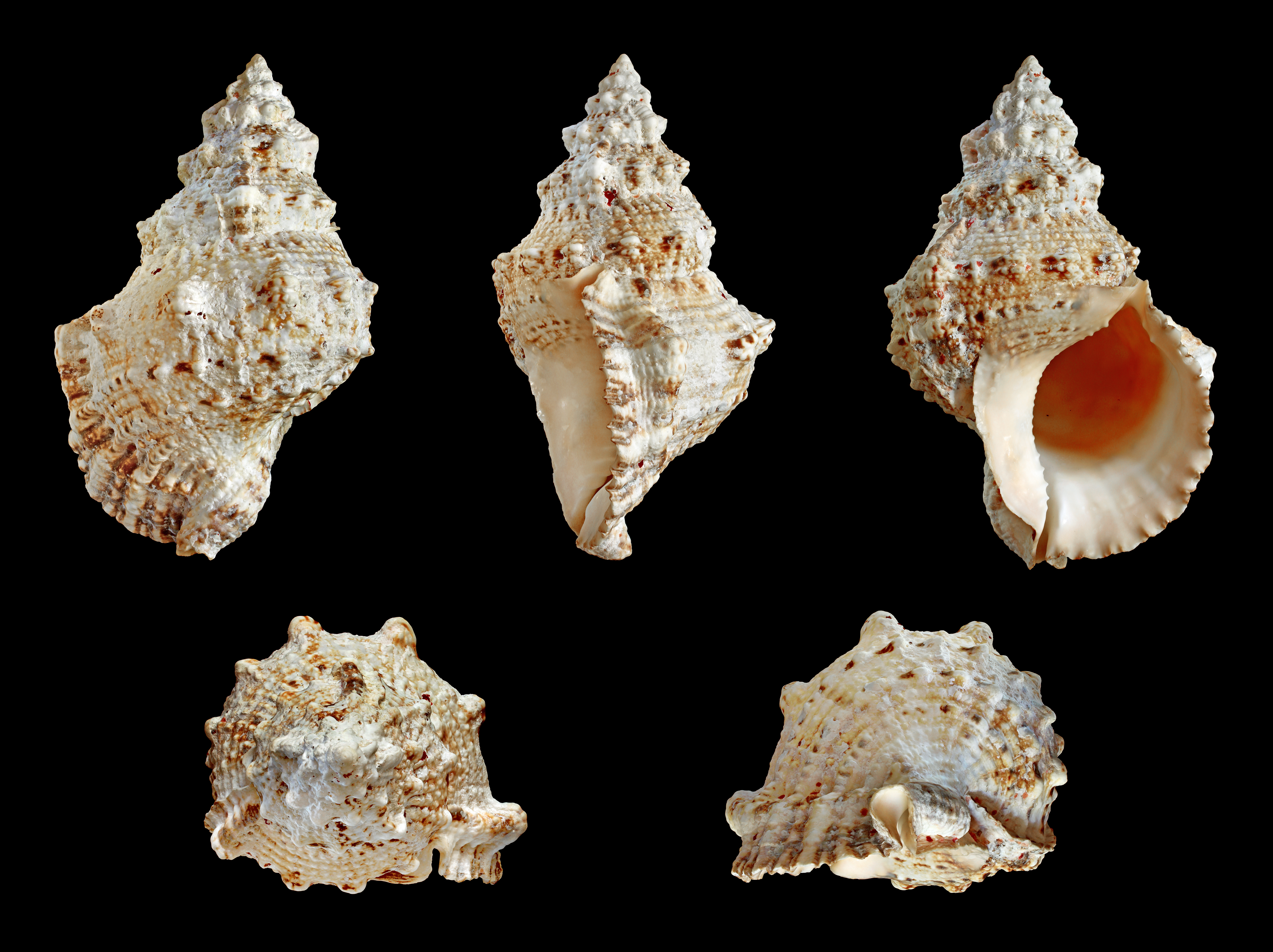
Tutufa bubo (Bursidae)
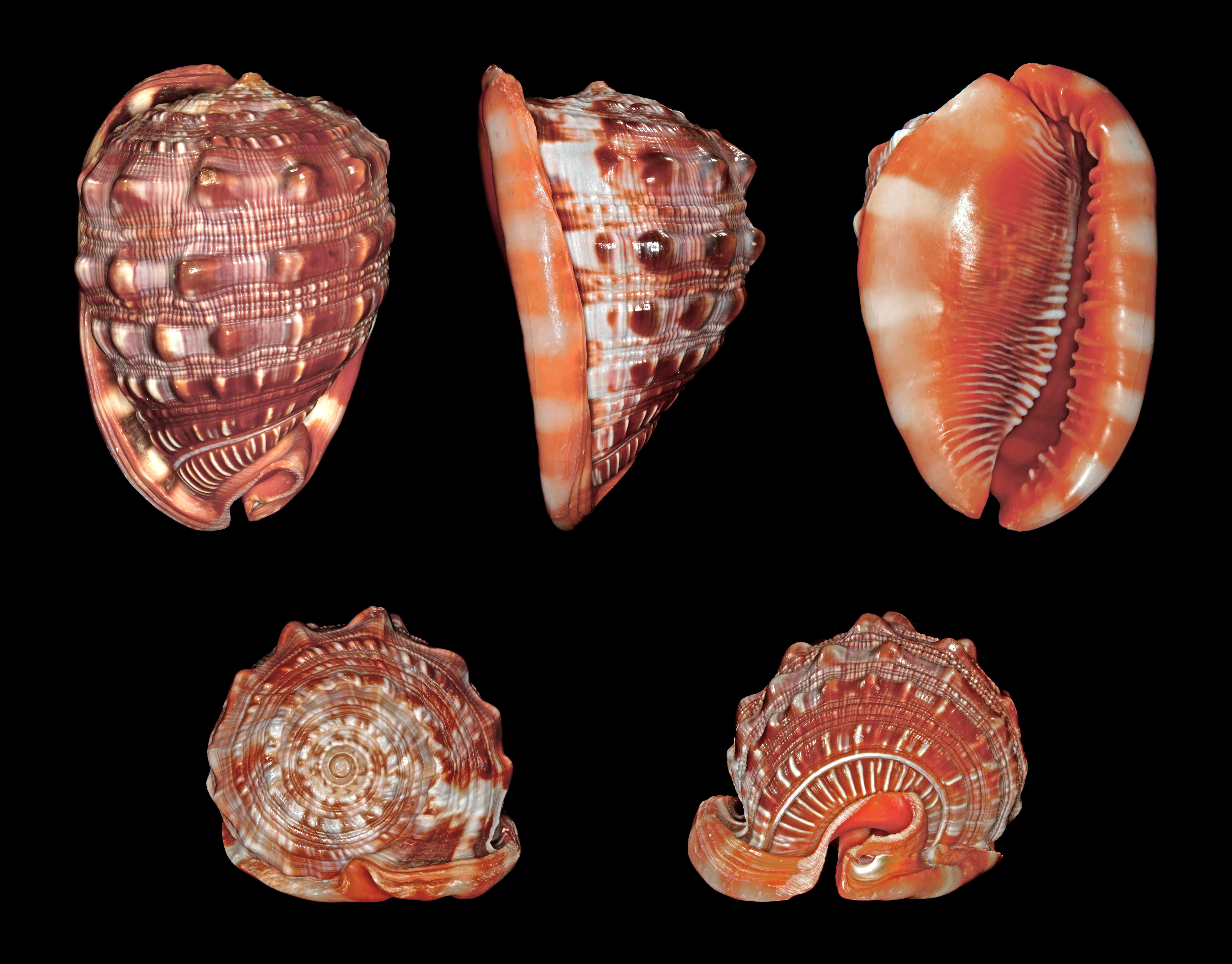
Cypraecassis rufa (Cassidae)
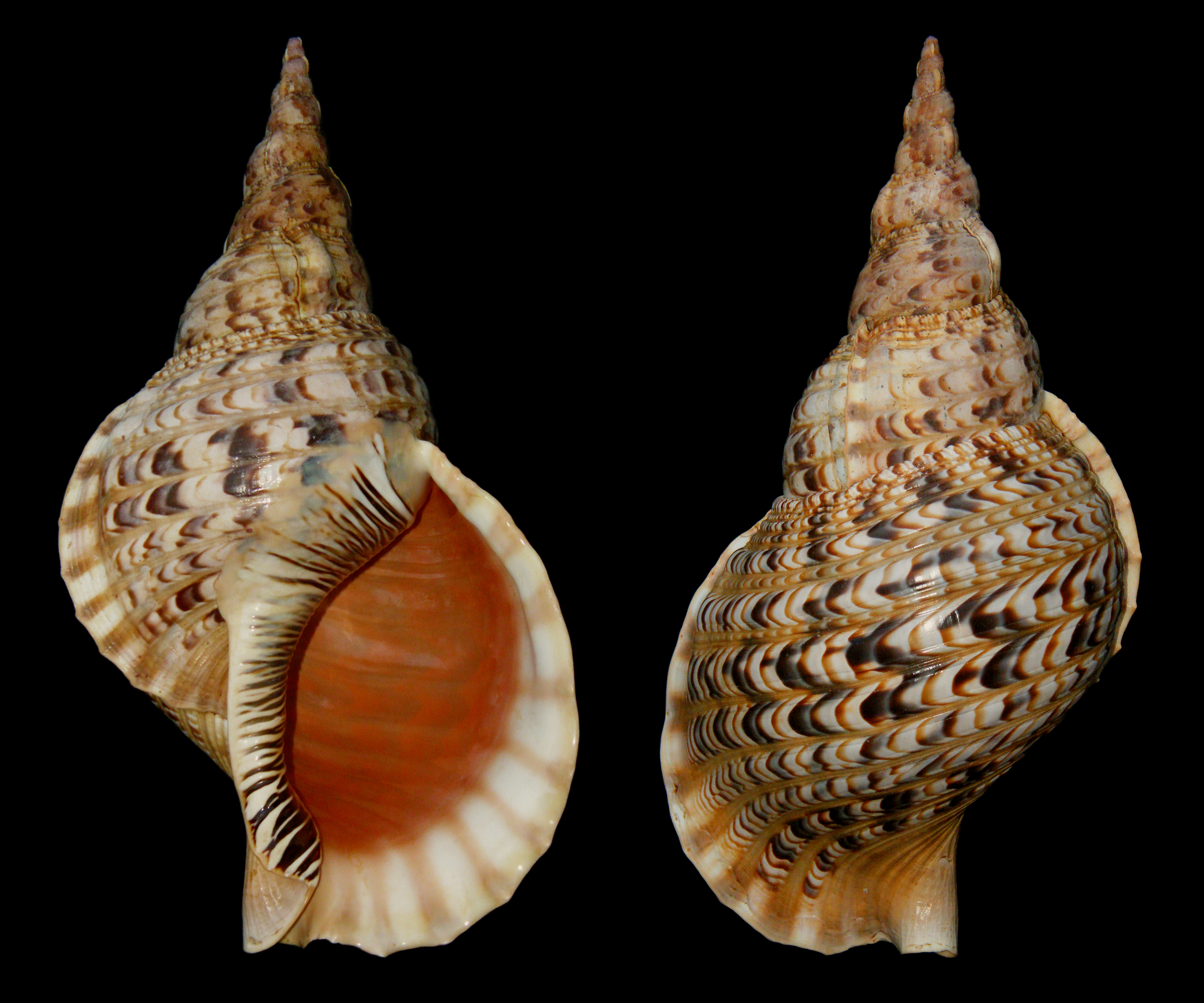
Charonia tritonis (Charoniidae)
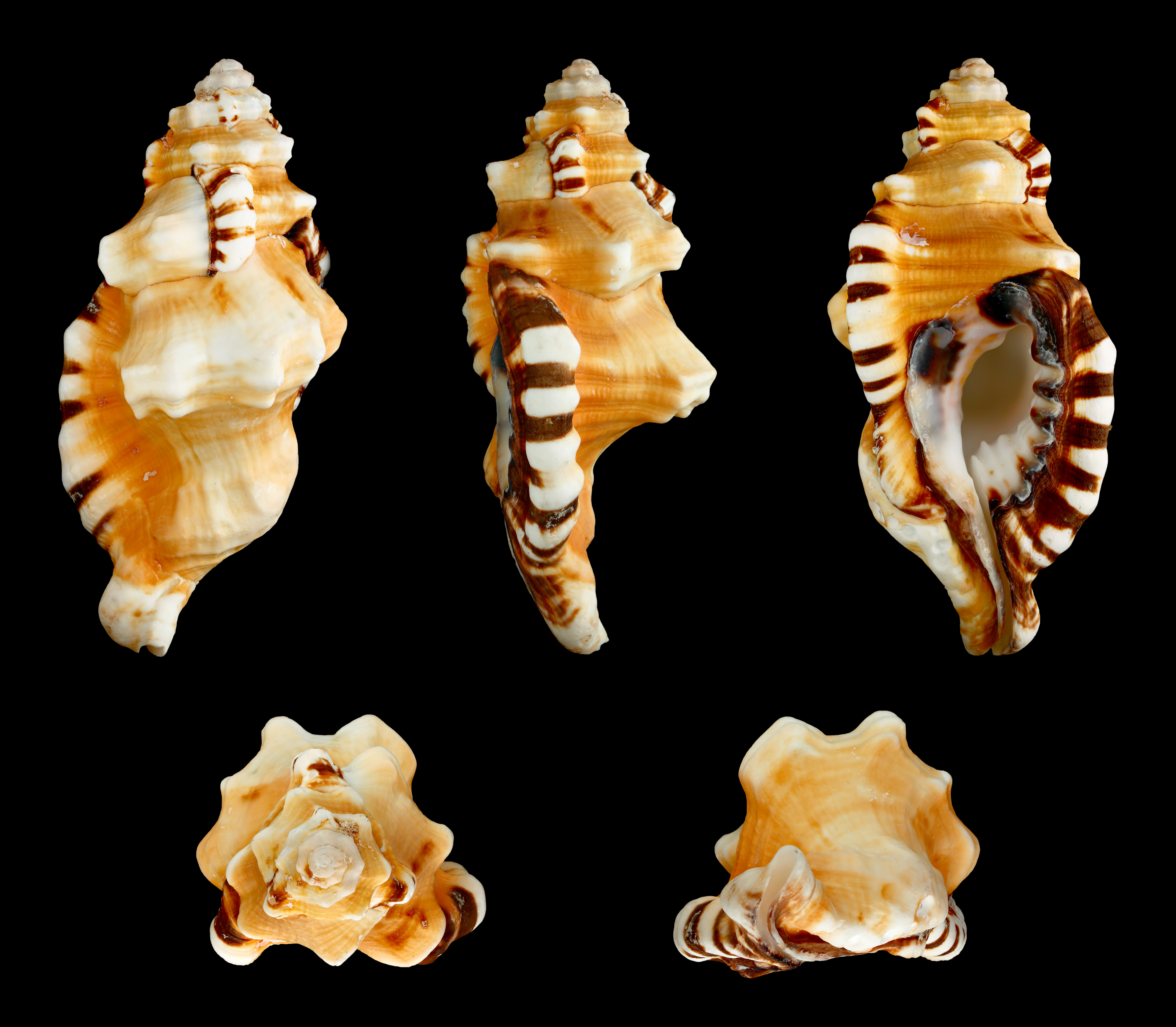
Cymatium lotorium (Cymatiidae)
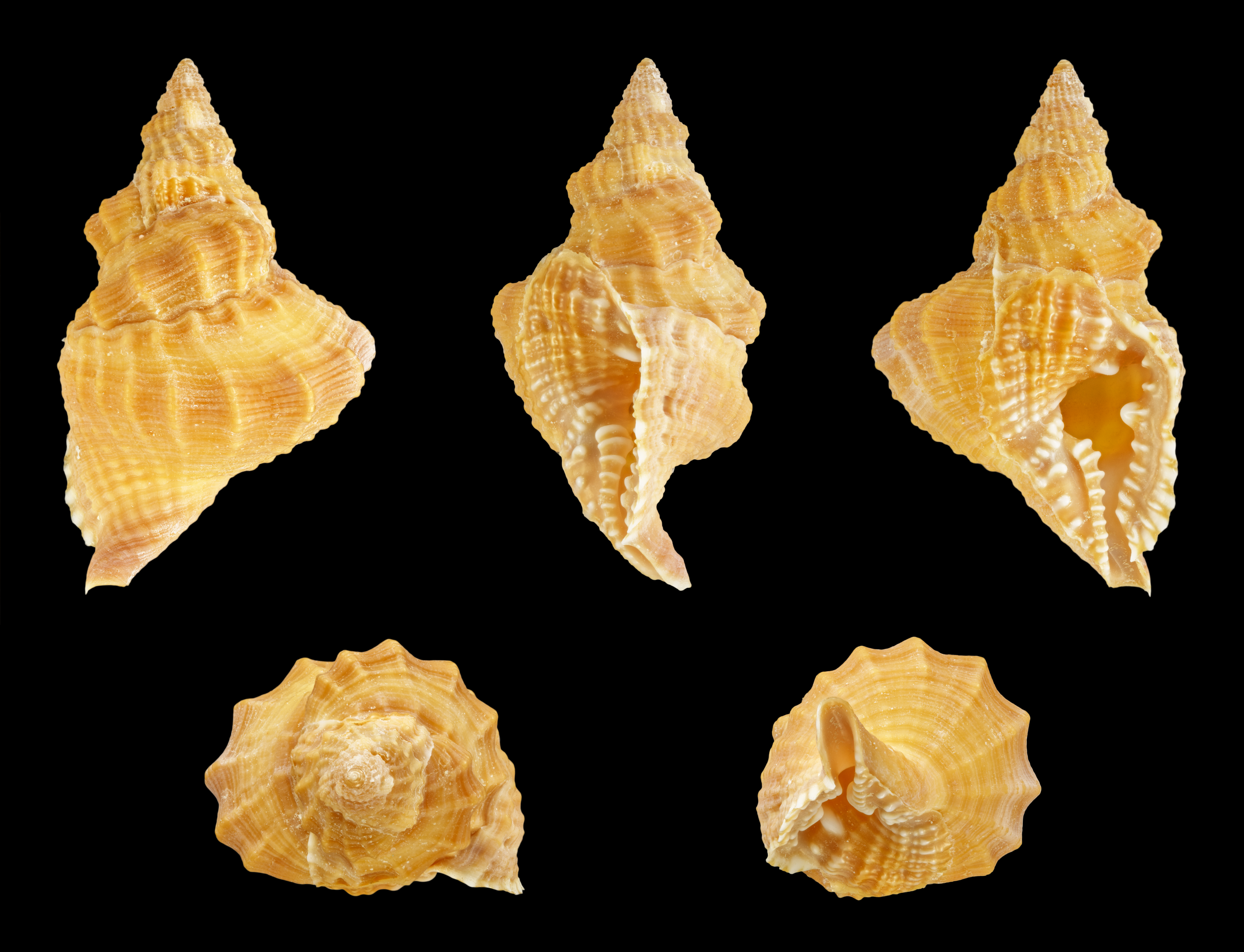
Distorsio kurzi (Personidae)
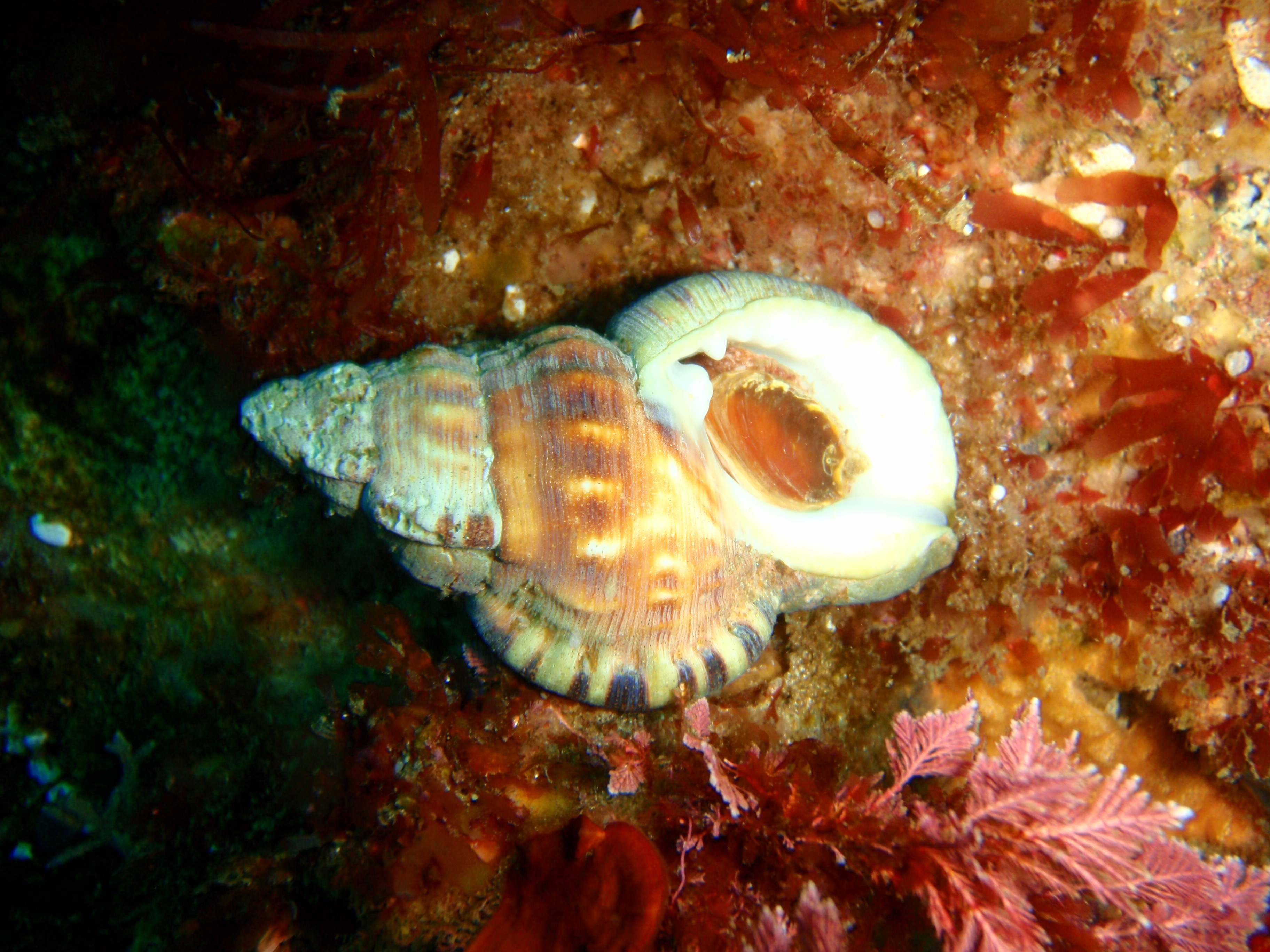
Ranella australasia (Ranellidae)
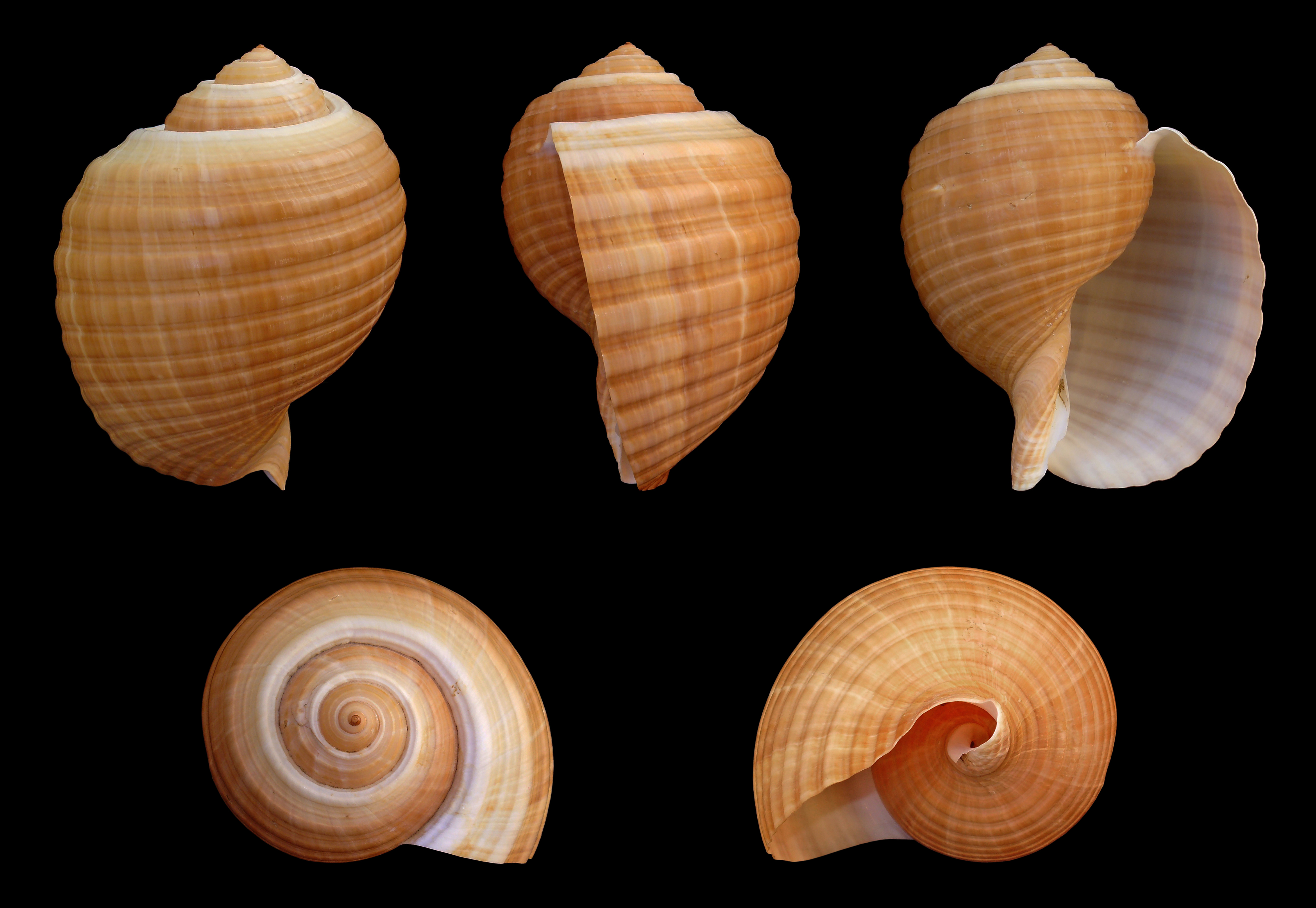
Tonna galea (Tonnidae)